# Djupsundsviken
Djupsundsviken är en sjö i Klarälvens delta. Den ligger i Hammarö kommun i Värmland. Sjön klassificeras som naturligt näringsrik, med hög biologisk produktion och artrik vad gäller näringskrävande växt- och djursamhällen. Djupsundsviken är omgärdad av fuktängar. Väster om Djupsundsholmarna har de nyligen restaurerats, och sommaren 2017 kunde de igen användas som betesmark för kor.